# Balleroy-sur-Drôme
Balleroy-sur-Drôme é uma comuna francesa na região administrativa da Normandia, no departamento de Calvados. Estende-se por uma área de 11,77 km². Em 2010 a comuna tinha 1 471 habitantes (densidade: 125 hab./km²).
A municipalidade foi estabelecida em 1 de janeiro de 2016 e consiste na fusão das antigas comunas de Balleroy e Vaubadon.